# NGC 5677
NGC 5677 ist eine Spiralgalaxie vom Hubble-Typ Sbc im Sternbild Bärenhüter am Nordsternhimmel. Sie ist schätzungsweise 219 Millionen Lichtjahre von der Milchstraße entfernt.
Entdeckt wurde das Objekt am 17. Februar 1785 von William Herschel.